# Ґрейсон-Веллі
Ґрейсон-Веллі (англ. Grayson Valley) — переписна місцевість (CDP) в США, в окрузі Джефферсон штату Алабама. Населення — 5982 особи (2020).

## Географія
Ґрейсон-Веллі розташований за координатами 33°38′49″ пн. ш. 86°38′29″ зх. д. / 33.64694° пн. ш. 86.64139° зх. д. (33.647037, -86.641281).  За даними Бюро перепису населення США в 2010 році переписна місцевість мала площу 5,17 км², уся площа — суходіл.

## Демографія
Згідно з переписом 2010 року, у переписній місцевості мешкало 5736 осіб у 2374 домогосподарствах у складі 1592 родин. Густота населення становила 1109 осіб/км².  Було 2546 помешкань (492/км²).
Расовий склад населення:
| - 70,6 % — білих - 25,8 % — чорних або афроамериканців - 0,9 % — азіатів - 0,3 % — корінних американців |

До двох чи більше рас належало 1,8 %. Частка іспаномовних становила 2,2 % від усіх жителів.
За віковим діапазоном населення розподілялося таким чином: 24,3 % — особи молодші 18 років, 64,9 % — особи у віці 18—64 років, 10,8 % — особи у віці 65 років та старші. Медіана віку мешканця становила 34,6 року. На 100 осіб жіночої статі у переписній місцевості припадало 85,9 чоловіків;  на 100 жінок у віці від 18 років та старших — 81,9 чоловіків також старших 18 років.
Середній дохід на одне домашнє господарство  становив 55 678 доларів США (медіана — 46 250), а середній дохід на одну сім'ю — 66 539 доларів (медіана — 58 941). Медіана доходів становила 39 922 долари для чоловіків та 40 284 долари для жінок. За межею бідності перебувало 8,9 % осіб, у тому числі 12,3 % дітей у віці до 18 років та 7,2 % осіб у віці 65 років та старших.
Цивільне працевлаштоване населення становило 2720 осіб. Основні галузі зайнятості: освіта, охорона здоров'я та соціальна допомога — 24,4 %, роздрібна торгівля — 15,0 %, науковці, спеціалісти, менеджери — 12,6 %.